# Economía de Bermudas

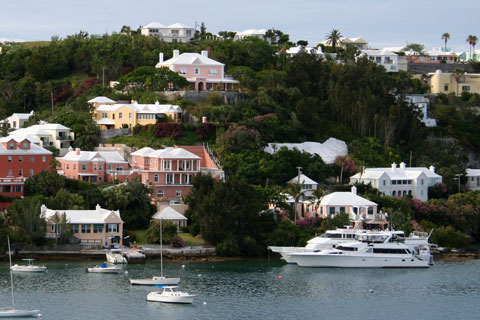
Casas en Bermudas.

La economía de Bermudas disfruta de uno de los más altos ingresos per cápita en el mundo, después de haber explotado con éxito su ubicación por la prestación de servicios financieros para las empresas internacionales y lujosas instalaciones turísticas de 360.000 visitantes al año. La industria del turismo, que representa aproximadamente el 28% del PIB, atrae el 84% de su negocio de América del Norte. El sector industrial es pequeño, y la agricultura está severamente limitada por la falta de terrenos adecuados. Alrededor del 80% de los alimentos son importados. Los negocios internacionales contribuye con más del 60% de la producción económica de las Bermudas. El fracaso de un referéndum en el que se proponía la independencia de la isla a finales de 1995 puede ser atribuido en parte a los temores de sus habitantes de ahuyentar a las empresas extranjeras. Las prioridades económicas del Gobierno son el fortalecimiento del turismo y los sectores financieros internacionales.

## Historia
Bermudas ha disfrutado de prosperidad económica constante desde el final de la Segunda Guerra Mundial, aunque la isla tiene recesiones experimentados, incluso durante la década de 1990, cuando la contracción de la economía condujo a una reducción de la población de 2.000 personas (como muchos residentes de larga duración con permisos de trabajo no fueron renovados), y una leve recesión en (2001 - 2002), ambas paralelas a las recesiones en los Estados Unidos. Su economía se basa principalmente en los negocios internacionales (especialmente de reaseguro, por lo que ahora es un centro mundial) y el turismo, con los dos sectores de la contabilidad de más del 70% del saldo total de los pagos actuales ingresos de la cuenta en divisas. Sin embargo, el papel de los negocios internacionales en la economía se está expandiendo, mientras que el del turismo se está contrayendo.

## Agricultura

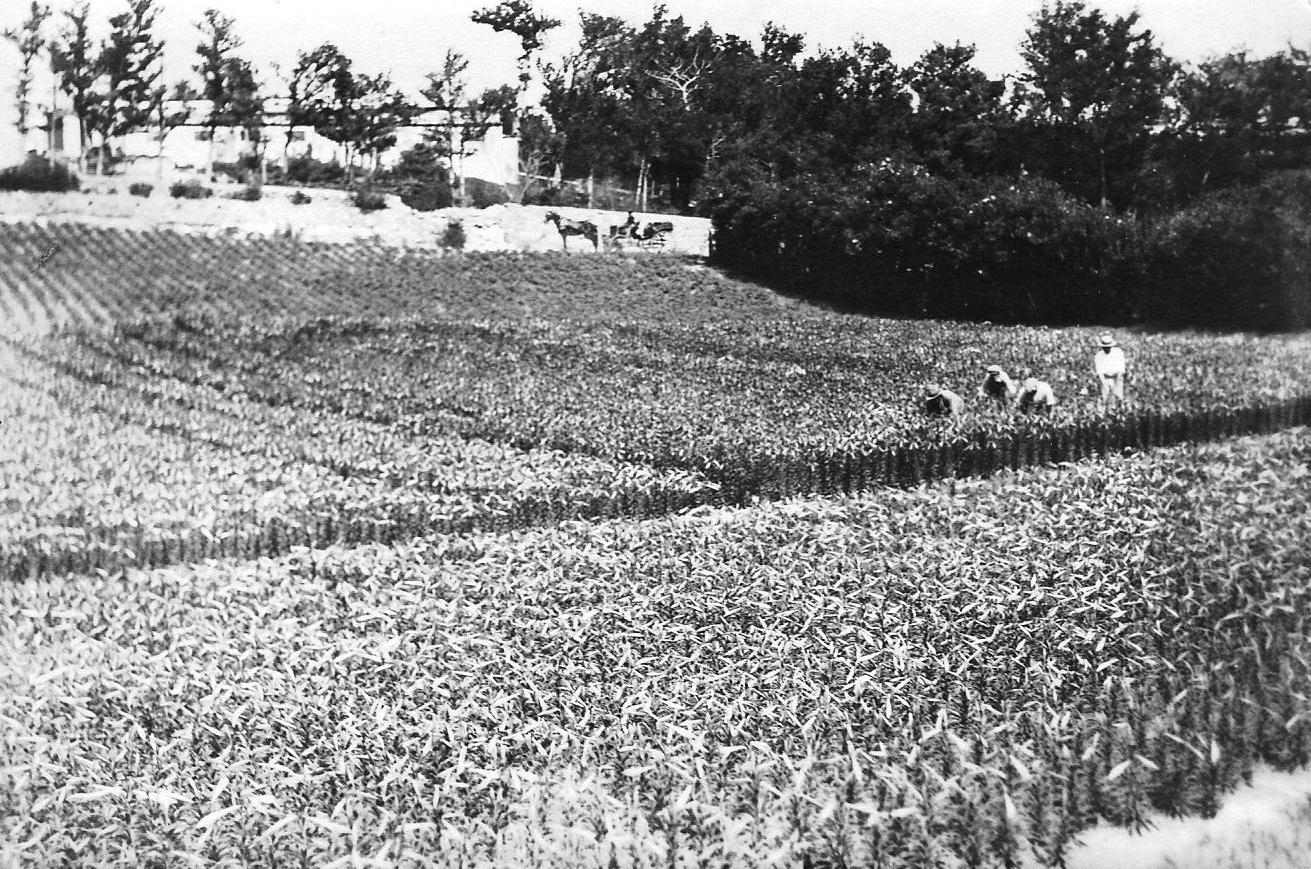
Uno de los más de 200 campos de azucenas de Bermudas en 1926.

Un sector importante de las Bermudas de la década de 1920 fue la exportación de hortalizas y flores a Nueva York. Bermudas tiene tres cosechas por año. El Jardín Botánico de las Bermudas (en la actualidad con 38 hectáreas) se había establecido en 1898.
En 1922, los actos completos, concisos y claros que se ocupan de la agricultura fueron colocados en el libro de estatutos de las Bermudas, la inspección de la producción se inició, y comenzaron los ensayos de semillas. Semilleristas locales fueron registrados en 1923. Sr. McCallan, el director Agrícola reorganizó la Exposición Agrícola de 1923. Las papas de siembra se mejoraron gradualmente después de mucha investigación con expertos de Estados Unidos. Un mercado de agricultores locales se inició en 1923. Desde hace un año en (1921 - 1923), el profesor H H Whetzel de la Universidad de Cornell aconseja remedios para las enfermedades de los cultivos comerciales de tizón de la papa, cebolla, apio, Botritis lirio, etc.
Lawrence Ogilvie, fue el patólogo de plantas de septiembre de 1923 a abril de 1928. Él introdujo regulaciones en 1924, que regulan el control de las enfermedades y plagas locales, y la importación de plantas la cual es de vital importancia para la isla. Los embargos de importación solicitados en las plantas de banano, bulbos de lirios y patatas dulces, frutas cítricas de las Indias Occidentales, y algunos papas irlandesas. En 1924, una cámara de fumigación de concreto fue construida para la fumigación de las importaciones infectadas. Las buenas cosechas de apio se lograron en la década de 1920. El cultivo de cítricos se vio afectada por la mosca de la fruta, y solo muy desarrollado en 1944.
Lawrence Ogilvie salvó a la industria mediante la identificación del problema como un virus (no el daño de áfidos como se pensaba anteriormente) y establecer controles en los campos y las casas de embalaje. Hubo una mejoría marcada en 1927 cuando se inspeccionó 204 campos de lirios. El comercio de exportación azucena continuó floreciendo hasta la década de 1940 cuando los japoneses capturaron gran parte del mercado.